# Amstel Gold Race 1967
De 2de editie van de Amstel Gold Race vond plaats op 15 april 1967. Het parcours, met start in Helmond en finish in Meerssen, had een lengte van 213 kilometer. Aan de start stonden 137 renners, waaronder renners als de winnaar van vorig jaar Jean Stablinski, Jacques Anquetil, Eddy Merckx, Rik van Looy,  Tom Simpson en Jan Janssen. Waarvan uiteindelijk 49 renners de finish zouden bereiken. Er was niet alleen een eerste Nederlandse winnaar, het betekende ook de eerste keer dat het podium van de race geheel Oranje gekleurd was.
Jan Janssen zou als 13e finishen. Rik van Looy 15e, Eddy Merckx 16e en Tom Simpson als 41e. Anquetil zou de finish niet bereiken.

## Uitslag
| rang | renner              | land      | tijd       |
| ---- | ------------------- | --------- | ---------- |
| 1    | Arie den Hartog     | Nederland | 4u 51' 00" |
| 2    | Cees Lute           | Nederland | z.t.       |
| 3    | Harrie Steevens     | Nederland | z.t.       |
| 4    | Wim Schepers        | Nederland | z.t.       |
| 5    | Bart Zoet           | Nederland | z.t.       |
| 6    | Eddy Beugels        | Nederland | z.t.       |
| 7    | Jean-Louis Bodin    | Frankrijk | z.t.       |
| 8    | Georges Chappe      | Frankrijk | z.t.       |
| 9    | Jos van der Vleuten | Nederland | z.t.       |
| 10   | Jan Tummers         | Nederland | z.t.       |

1966 · 1967 · 1968 · 1969 · 1970 · 1971 · 1972 · 1973 · 1974 · 1975 · 1976 · 1977 · 1978 · 1979 · 1980 · 1981 · 1982 · 1983 · 1984 · 1985 · 1986 · 1987 · 1988 · 1989 · 1990 · 1991 · 1992 · 1993 · 1994 · 1995 · 1996 · 1997 · 1998 · 1999 · 2000 · 2001 · 2002 · 2003 · 2004 · 2005 · 2006 · 2007 · 2008 · 2009 · 2010 · 2011 · 2012 · 2013 · 2014 · 2015 · 2016 · 2017 · 2018 · 2019 · 2020 · 2021 · 2022 · 2023 · 2024 · 2025

Lijst van beklimmingen